# Mezozaur
Mezozaur – rodzaj żyjącego w karbonie i permie, około 300 mln lat temu bazalnego zauropsyda zaliczanego do anapsydów. Jedyny znany przedstawiciel rzędu Mesosauria.

## Morfologia

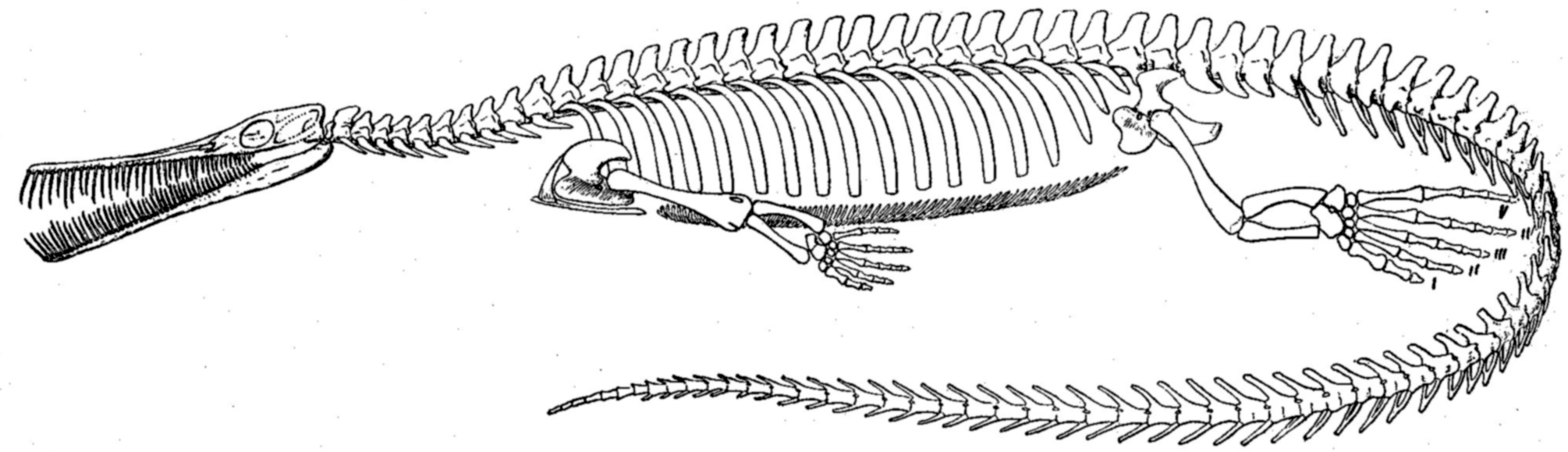
Szkielet mezozaura

Był on jednym z pierwszych gadów, które wróciły do środowiska wodnego. Osiągał około 1 m długości. Wzdłuż ogona występowała płetwa, o czym świadczą rozrośnięte wyrostki na kręgach ogonowych. Zwierzę miało płetwowate kończyny, przy czym tylna para była dłuższa i razem z ogonem stanowiła główne źródło lokomocji w wodzie. Ciało mezozaura miało opływowy kształt i było bardzo elastyczne. Taka budowa pozwalała na wykonywanie bocznych ruchów kręgosłupa. Jednakże mezozaur nie potrafił dokonywać nagłych zwrotów z powodu pogrubienia żeber.
Mała czaszka zaopatrzona była w długie szczęki. Otwory nosowe umieszczone były podobnie jak u krokodyli w górnej części czaszki, co ułatwiało zwierzęciu oddychanie przy częściowym zanurzeniu. Bardzo liczne zęby, jego charakterystyczna cecha, były za słabe do chwytania zdobyczy i służyły najprawdopodobniej do filtrowania planktonu, jak fiszbiny współczesnych fiszbinowców. Być może w skład jego diety wchodziła ponadto rybia ikra i larwy bezkręgowców.

## Zwyczaje
Mezozaur prawdopodobnie zapadał w sen zimowy (Dzik 2003, s. 345). Zasiedlał wody słodkie i lekko zasolone, są też poglądy, że mógł żyć w typowych morzach. Przypuszcza się, że pływał słabo i nie był zdolny do przepływania wielkich dystansów bez odpoczynku.

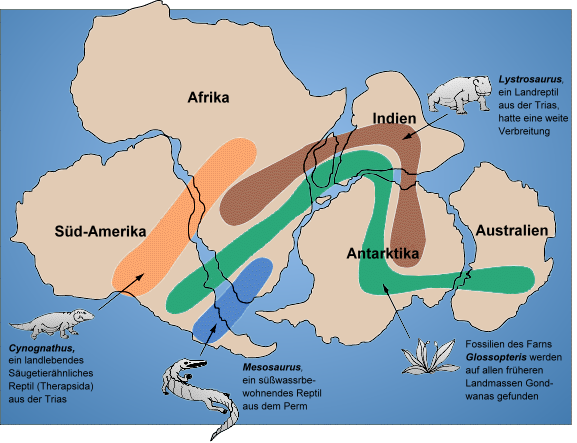
Rozlokowanie odkrytych skamieniałości mezozaura (zaznaczone na niebiesko) na mapie Pangei.

Najważniejszym zagadnieniem związanym z mezozaurem nie jest jego budowa, ale dystrybucja jego szczątków, które odkryto zarówno na terenie obecnej Afryki południowo-zachodniej, jak i wschodniego wybrzeża Ameryki Południowej. Kontynenty te w czasie życia zwierzęcia wchodziły w skład superkontynentu o nazwie Gondwana lub Pangea. Obecność mezozaura po obu stronach dzisiejszego Atlantyku była jednym z ważniejszych argumentów przy dowodzeniu w I połowie XX wieku, że kontynenty zajmowały w przeszłości geologicznej inne położenie niż obecnie (tzw. Teoria Wegenera, wędrówka kontynentów).

## Gatunki
- Mesosaurus brasiliensis
- Mesosaurus tenuidens

## Filatelistyka
Poczta Polska wyemitowała 5 marca 1965 r. znaczek pocztowy przedstawiający mezozaura o nominale 60 groszy, w serii Zwierzęta prehistoryczne. Autorem projektu znaczka był Andrzej Heidrich. Znaczek pozostawał w obiegu do 31 grudnia 1994 r..